# Bestellpolitik
Die Bestellpolitik ist ein Teilbereich der Beschaffung. Sie regelt, wann der Materialbedarf in der Materialwirtschaft eines Unternehmens durch eine Bestellung gedeckt wird (Bestellzeitpunkt) und wie viel bestellt wird. Durch die Kombination von fixer oder variabler Bestellmenge und Bestellperiode soll der richtige Bedarf ermittelt und ein Optimum in der Bestellpolitik erreicht werden.
Um die optimale Bestellpolitik zu finden, muss das Unternehmen u. a. bestellfixe Kosten (mit jeder Bestellung in gleicher Weise anfallende Kosten), Distributionskosten und Lagerhaltungskosten gegeneinander abwägen, um die Summenkosten zu minimieren.
Ein Unternehmen verfolgt nicht nur eine Bestellpolitik. Meist werden mehrere Varianten für verschiedene Materialgruppen kombiniert. Es kommt zum Politik-Mix. Je höher der Verbrauch einzelner Materialgruppen ist, desto mehr eignet sich eine Bestellpolitik mit variabler Bestellperiode.
Materialien können mit Hilfe der ABC-Analyse und der XYZ-Analyse eingeteilt werden um die am besten geeignete Politik auszuwählen.
Die Kosten tragen einen entscheidenden Teil zur Wahl der Politik bei. Es gibt jedoch auch kostenunabhängige Entscheidungsfaktoren wie z. B. langfristige Planungen oder laufende Lieferverträge.

## Politiken im Detail
Anhand der vier Ausprägungen Bestellmenge, Bestellperiode, fix und variabel werden sechs Grundpolitiken der Bestellung abgeleitet.
| Bestellmenge/Bestellperiode | fix Bestellrhythmussystem | variabel Bestellpunktsystem | fix / variabel (Mischsystem) |
| --------------------------- | ------------------------- | --------------------------- | ---------------------------- |
| fix                         | t,q-Politik               | s,q-Politik                 | T,s,q-Politik                |
| variabel                    | t,S-Politik               | s,S-Politik                 | T,s,S-Politik                |

Legende:
t = Bestellrhythmus
s = Meldebestand/Bestellgrenze
S = Sollbestand
q = Bestellmenge
T = Kontrollzyklus

### Bestellrhythmussysteme

#### t,q–Politik
Die Bestellmenge und -periode sind im Voraus festgelegt. Diese Politik wird auch Bestellrhythmus-Losgrößen-Politik genannt, da zu fixen Terminen fixe Mengen bestellt werden. Die t,q-Politik benötigt nur geringen Dispositionsaufwand und keine laufende Kontrolle des Lagerbestandes. Sie kann allerdings bei Bedarfsschwankungen zu Fehlmengen oder zu hohen Lagerkosten (Überbestände) führen.

#### t,S–Politik
Die Bestellmenge ist variabel, die Bestellperiode ist fix.
Sie wird als Bestellrhythmus-Lagerniveau-Politik bezeichnet, da zu fixen Bestellterminen die jeweils benötigte Menge bis zum Erreichen des Sollbestandes bestellt wird. Mit der t,S-Politik wird der Gefahr der Überbestände entgegengewirkt. Hier ist der Lagerbestand mit dem Sollbestand nach oben begrenzt. Da es keinen Meldebestand gibt, der eine Bestellung auslöst, kann es jedoch zu Fehlmengen kommen.

### Bestellpunktsysteme

#### s,q–Politik
Die Bestellmenge ist fix, die Bestellperiode ist variabel.
Die Bestellpunkt-Losgrößen-Politik  wird deshalb so genannt, da bei Erreichen des Meldebestandes eine fixe Bestellmenge bestellt wird. Die s,q-Politik berücksichtigt Bedarfsschwankungen, es kommt daher zu keinen Fehlmengen und die Kapitalbindungskosten bleiben gering. Sie erfordert allerdings sehr hohen Dispositionsaufwand und laufende Kontrollen des Lagers.

#### s,S–Politik
Die Bestellmenge und -periode sind variabel.
Diese Politik nennt sich auch Bestellpunkt-Lagerniveau-Politik. Wenn der Meldebestand erreicht ist, wird eine Bestellung ausgelöst. Die Bestellmenge richtet sich nach dem Sollbestand, bis zu welchem immer wieder aufgefüllt wird. Bei der s,S-Politik handelt es sich um eine sehr aufwendige Bestellpolitik. Laufende Kontrollen des Lagerbestandes sind nötig. Die Kapitalbindung ist aber gering und Fehlmengen werden vermieden.

### Mischverfahren

#### T,s,S–Politik
Hier erfolgt in fixen Zeitabständen (Kontrollzyklus) ein Vergleich des Lagerbestand mit dem Meldebestand. Erreicht oder unterschreitet der Lagerbestand den Meldebestand, wird bis zum Sollbestand aufgefüllt. Die T,s,S-Politik verlangt eine ständige Überwachung des Lagers. Es kommt zu keinen Fehlmengen und die Höhe des Lagerbestandes wird durch den Sollbestand limitiert...

#### T,s,q–Politik
Hierzu finden sich in der Literatur zwei verschiedene Varianten:
Variante 1:
Fixe Bestellmengen werden zu fixen Bestellzeitpunkten bestellt oder wenn der Meldebestand erreicht bzw. unterschritten wird. Die T,s,q-Politik vermeidet ebenfalls Fehlmengen. Es kann aber durch die fixen Bestellmengen zu Überfüllung des Lagers kommen (nach oben gibt es keine Grenze), welche zu hohen Kapitalbindungskosten führen kann. Sie wird bei stark schwankendem Verbrauch angewandt.
Variante 2:

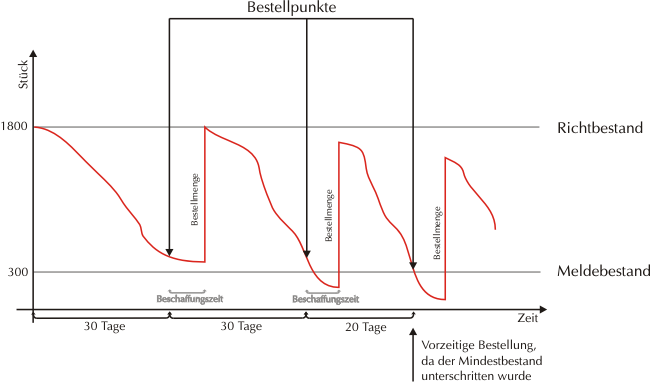
Diagramm eines Optionalsystems

In der Literatur wird manchmal aber auch eine Bestellpolitik, bei der nur zu fixen Bestellzeitpunkten bestellt wird, wenn der Meldebestand erreicht bzw. unterschritten ist, ebenfalls als T,s,q-Politik bezeichnet. Es findet also zu festen Zeitpunkten eine Bestandskontrolle statt, die aber nicht unbedingt eine Bestellung auslöst.